# Shropshire
Shropshire (/ˈʃrɒpʃər/ hay /ˈʃrɒpʃɪər/; hoặc là Salop; viết tắt trong in ấn, Shrops; danh xưng người danh của hạt Salopian /səˈloʊpjən/) là một hạt của Anh. Thủ phủ hạt đóng ở Shrewsbury. Hạt này nằm ở Tây Midlands của Anh, giáp với Powys và Wrexham ở xứ Wales phía tây và tây bắc, Cheshire ở phía bắc, Staffordshire ở phía đông, Worcestershire về phía đông nam và Herefordshire về phía Nam. Hội đồng Shropshire được thành lập vào năm 2009, một cơ quan thống nhất tiếp nhận từ hội đồng quận hạt và hội đồng quận hạt năm trước. Khu vực của Telford và Wrekin là một cơ quan độc lập riêng biệt từ năm 1998 nhưng vẫn tiếp tục được đưa vào quận nghi lễ.
Dân số và nền kinh tế của quận tập trung vào năm thị trấn: thị xã hạt Shrewsbury, có ý nghĩa văn hoá và lịch sử và gần trung tâm của quận; Telford, một thị trấn mới ở phía đông được xây dựng xung quanh một số Các thị trấn cũ hơn, đáng chú ý là Wellington, Dawley và Madeley, ngày nay đông dân nhất; và Oswestry ở phía tây bắc, Bridgnorth chỉ ở phía nam Telford, và Ludlow ở phía nam. Hạt có nhiều thị trấn thị trường, bao gồm Whitchurch ở phía bắc, Newport phía đông bắc Telford và Market Drayton ở phía đông bắc của quận.
Khu vực Ironbridge Gorge là Di sản Thế giới được UNESCO công nhận, bao gồm Ironbridge, Coalbrookdale và một phần của Madeley. Madeley. Có các khu công nghiệp lịch sử khác trong quận, chẳng hạn như ở Shrewsbury, Broseley, Snailbeach và Highley, cũng như Kênh Liên minh Shropshire (Shropshire Union Canal.
Khu vực Đồi núi Shropshire Hills của vẻ đẹp tự nhiên nổi bật bao gồm khoảng ¼ quận, chủ yếu ở phía nam. Shropshire là một trong những quận thuộc vùng nông thôn và vùng thưa thớt của Anh, với mật độ dân số 136 dặm / km2. Wrekin là một trong những địa danh tự nhiên nổi tiếng nhất trong hạt mặc dù đồi cao nhất là đồi Clee Hills, Stiperstones and the Long Mynd. Wenlock Edge là một địa danh địa chất và địa chất quan trọng khác. Ở vùng tây bắc thấp của quận chồng lấn đường biên với xứ Wales là Fenn's, Whixall và Bettisfield Mosses Khu bảo tồn Thiên nhiên Quốc gia, một trong những đầm lầy quan trọng nhất và được bảo tồn tốt nhất ở Anh. Sông Severn, con sông dài nhất của Anh Quốc, chạy qua quận hạt, xuất phát từ Worcestershire qua thung lũng Severn. Shropshire là đất liền và với diện tích 3.487 cây số vuông (1.346 dặm vuông) là quận nội địa lớn nhất nước Anh.
Hoa biểu tượng của hạt này của cây Drosera rotundifolia.